# Хмельник-Кольонія
Хмельник-Кольонія (пол. Chmielnik-Kolonia) — село в Польщі, у гміні Белжиці Люблінського повіту Люблінського воєводства.
Населення — 408 осіб (2011).
У 1975-1998 роках село належало до Люблінського воєводства.

## Демографія
Демографічна структура станом на 31 березня 2011 року:
|          | Загалом | Допрацездатний вік | Працездатний вік | Постпрацездатний вік |
| -------- | ------- | ------------------ | ---------------- | -------------------- |
| Чоловіки | 192     | 36                 | 133              | 23                   |
| Жінки    | 216     | 49                 | 122              | 45                   |
| Разом    | 408     | 85                 | 255              | 68                   |